# U-75 (1940)
| U-75                                   | U-75 | U-75 |
| -------------------------------------- | --- | --- |
|                                        | | |
|                                        | | |
| Підводний човен U-52, аналогічний U-75 | | |
| Під прапором                           | Третій Рейх | Третій Рейх |
| Спуск на воду                          | 18 жовтня 1940 року | 18 жовтня 1940 року |
| Виведений зі складу флоту              | 19 грудня 1940 року | 19 грудня 1940 року |
| Сучасний статус                        | 28 грудня 1941 року потоплений північніше єгипетського Мерса-Матруха глибинними бомбами британського есмінця «Кіплінг» | 28 грудня 1941 року потоплений північніше єгипетського Мерса-Матруха глибинними бомбами британського есмінця «Кіплінг» |
| Проєкт                                 | | |
| Тип ПЧ                                 | Торпедний ДПЧ | Торпедний ДПЧ |
| Розробник проєкту                      | Friedrich Krupp Germaniawerft, Кіль                                                                                    | Friedrich Krupp Germaniawerft, Кіль                                                                                    |
| Вартість                               | 4 439 000 ℛℳ | 4 439 000 ℛℳ |
| Основні характеристики                 | | |
| Швидкість (надводна)                   | 17,9 вузла | 17,9 вузла |
| Швидкість (підводна)                   | 8 вузлів | 8 вузлів |
| Робоча глибина занурення               | 100 м | 100 м |
| Гранична глибина занурення             | 220 м | 220 м |
| Автономність плавання                  | 135—174 км на швидкості 4 вузли (в підводному положенні) 11 470 км на швидкості 10 вузлів (у надводному положенні)     | 135—174 км на швидкості 4 вузли (в підводному положенні) 11 470 км на швидкості 10 вузлів (у надводному положенні)     |
| Екіпаж                                 | 44—60 осіб | 44—60 осіб |
| Розміри                                | | |
| Довжина найбільша (по КВЛ)             | 66,5 м | 66,5 м |
| Ширина корпусу найб.                   | 6,2 м | 6,2 м |
| Середня осадка (по КВЛ)                | 4,74 м | 4,74 м |
| Водотоннажність надводна               | 753 т | 753 т |
| Озброєння                              | | |
| Артилерія                              | 1 × 88-мм палубна гармата SK C/35 1 × 20-мм зенітна гармата FlaK 30 Flakvierling                                       | 1 × 88-мм палубна гармата SK C/35 1 × 20-мм зенітна гармата FlaK 30 Flakvierling                                       |
| Торпедно- мінне озброєння              | 4 носових і один кормовий ТА. 14 торпед або 26 мін TMA або 39 мін TMB                                                  | 4 носових і один кормовий ТА. 14 торпед або 26 мін TMA або 39 мін TMB                                                  |

U-75 — німецький підводний човен типу VII B, що входив до складу Військово-морських сил Третього Рейху за часів Другої світової війни. Закладений 15 грудня 1939 року на верфі Friedrich Krupp Germaniawerft у Кілі. Спущений на воду 18 жовтня 1940 року, а 19 грудня 1940 року корабель увійшов до складу ВМС нацистської Німеччини. Єдиним командиром човна був капітан-лейтенант Гельмут Рінгельманн.

## Історія служби
U-75 належав до німецьких підводних човнів типу VII B, найчисленнішого типу субмарин Третього Рейху, яких випущено 703 одиниці. З квітня до грудня 1941 року підводний човен здійснив п'ять бойових походів в Атлантичний океан та Середземне море, під час якого потопив 9 суден противника, зокрема два малі десантні кораблі, сумарною водотоннажністю 38 628 брутто-реєстрових тонн.

## Перелік уражених U-75 суден у бойових походах
| №                                                            | Дата           | Назва             | Тип                | Належність                              | Водотоннажність (брт) | Вантаж                                              | Конвой        | Результат та координати                                                | Наслідки атаки для екіпажу                      | Прим. |
| ------------------------------------------------------------ | -------------- | ----------------- | ------------------ | --------------------------------------- | --------------------- | --------------------------------------------------- | ------------- | ---------------------------------------------------------------------- | ----------------------------------------------- | ----- |
| Перший похід (10.04—12.05.1941, 33 доби; Кіль—Сен-Назер)     |                |                   |                    |                                         |                       |                                                     |               |                                                                        |                                                 |       |
| 1                                                            | 29 квітня 1941 | «Сіті оф Наджпур» | суховантажне судно | Велика Британія                         | 10146                 | 2184 тонни генерального вантажу                     |               | потоплено 52°30′ пн. ш. 26°00′ зх. д. / 52.500° пн. ш. 26.000° зх. д.  | 468 (17 загиблих та 451 вцілілий)               |       |
| Другий похід (29.05—3.07.1941, 36 діб; Сен-Назер—Сен-Назер)  |                |                   |                    |                                         |                       |                                                     |               |                                                                        |                                                 |       |
| 2                                                            | 3 червня 1941  | Eibergen          | суховантажне судно | Нідерланди                              | 4801                  | баласт                                              | Конвой OB 327 | потоплено 48°02′ пн. ш. 25°06′ зх. д. / 48.033° пн. ш. 25.100° зх. д.  | 39 (4 загиблих та 35 вцілілих)                  |       |
| 3                                                            | 3 червня 1941  | Inversuir         | танкер             | Велика Британія                         | 9456                  | баласт                                              | Конвой OB 327 | потоплений 48°30′ пн. ш. 28°30′ зх. д. / 48.500° пн. ш. 28.500° зх. д. | 45 (усі вцілілі)                                |       |
| 4                                                            | 25 червня 1941 | Schie             | суховантажне судно | Нідерланди                              | 1967                  | баласт                                              | Конвой OB 336 | потоплено 53°02′ пн. ш. 42°10′ зх. д. / 53.033° пн. ш. 42.167° зх. д.  | 29 (усі загинули)                               |       |
| Третій похід (29.07—25.08.1941, 28 діб; Сен-Назер—Сен-Назер) |                |                   |                    |                                         |                       |                                                     |               |                                                                        |                                                 |       |
| 5                                                            | 5 серпня 1941  | Cape Rodney       | суховантажне судно | Велика Британія                         | 4512                  | 7320 тонн пальових зерен, горіхів та магнієвої руди | Конвой SL 81  | потоплено 53°26′ пн. ш. 15°40′ зх. д. / 53.433° пн. ш. 15.667° зх. д.  | 39 (усі вцілілі)                                |       |
| 6                                                            | 5 серпня 1941  | Harlingen         | суховантажне судно | Велика Британія                         | 5415                  | 8000 тонн продукції Західної Африки                 | Конвой SL 81  | потоплено 53°26′ пн. ш. 15°40′ зх. д. / 53.433° пн. ш. 15.667° зх. д.  | 42 (3 загинули та 39 вцілілі)                   |       |
| Четвертий похід (27.09—2.11.1941, 37 діб; Сен-Назер—Саламін) |                |                   |                    |                                         |                       |                                                     |               |                                                                        |                                                 |       |
| 7                                                            | 12 жовтня 1941 | HMS TLC-2 (A 2)   | десантний корабель | Військово-морські сили Великої Британії | 372                   |                                                     |               | потоплений 32°08′ пн. ш. 24°56′ сх. д. / 32.133° пн. ш. 24.933° сх. д. | 16 офіцерів та матросів (усі загинули)          |       |
| 8                                                            | 12 жовтня 1941 | HMS TLC-7 (A 7)   | десантний корабель | Військово-морські сили Великої Британії | 372                   |                                                     |               | потоплений 32°08′ пн. ш. 24°56′ сх. д. / 32.133° пн. ш. 24.933° сх. д. | 22 офіцери та матроси (21 загиблий та 1 вцілів) |       |
| П'ятий похід (22.12—28.12.1941, 7 діб; Саламін—загибель)     |                |                   |                    |                                         |                       |                                                     |               |                                                                        |                                                 |       |
| 9                                                            | 28 грудня 1941 | Volo              | суховантажне судно | Велика Британія                         | 1587                  | баласт                                              | Конвой ME 8   | потоплений 31°45′ пн. ш. 26°48′ сх. д. / 31.750° пн. ш. 26.800° сх. д. | 38 (24 загинуло та 14 вціліло)                  |       |